# Palazzo De Luca
Palazzo De Luca è un edificio storico di San Giovanni in Fiore.
Il palazzo fu realizzato nella seconda metà XVIII secolo. La famiglia De Luca, che nella seconda metà del XVII secolo era dedita principalmente all'allevamento di pascolo bovino e alla pastorizia, riuscì nel tempo a costituire un ricco patrimonio che le permise di introdursi nei ceti maggiori della società sangiovannese. Il palazzo, che sorge lungo via Fratelli Bandiera, sul colle di via Florens, è il risultato di una composizione volumetrica fatta da tre volumi diversi. Due di questi volumi di forma rettangolare incastonati fra di essi, hanno composto il piccolo cortiletto posto davanti all'ingresso. L'assemblaggio fra due edifici realizzati in epoche diverse è confermata dai materiali (mensole) e finestre che l'edificio contiene nel proprio interno. Il palazzo è a tre piani. Il prospetto che da lungo via Fratelli Bandiera, è caratterizzato da uno schema rigido e preciso di finestre solo al primo piano, e una serie di balconcini al secondo e al terzo piano, mentre non sono presenti terrazzi come in altri palazzi.